# Marcelo París
Marcelo París (c. 1846-1901) fue un grabador español del siglo XIX.

## Biografía
Habría nacido en Madrid hacia 1846. Se educó en grupo de grabadores formado en torno a Bernardo Rico. Grabador, cultivó la técnica del aguafuerte y habría sido discípulo de Vierge, de quien fue colaborador y estrecho amigo. Llegó a residir durante un tiempo en la localidad francesa de Montrouge. París, cuya vida artística no habría sido brillante en opinión de Isidoro López Lapuya, falleció en Francia en 1901, a la edad de cincuenta y cinco años.